# Valeriï Tchybineïev
Valeriy Viktorovytch Tchybineyev (en ukrainien : Валерій Вікторович Чибінєєв), né le 3 mars 1988 et mort le 3 mars 2022, est un tireur d'élite ukrainien qui a servi comme commandant du bataillon de tireurs d'élite de la 79e brigade d'assaut aérien. Il a combattu dans la guerre du Donbass et a reçu l'Ordre de l'Étoile d'or en 2016 pour ses actions lors d'une mission de combat à Avdiïvka. Il est tué au cours de la bataille d'Hostomel lors de l'invasion russe de l'Ukraine en 2022.

## Jeunesse
Valeriy Tchybineyev est né le 3 mars 1988 à Berdiansk. Ses parents sont morts alors qu'il était jeune et a été élevé dans un orphelinat. Il est influencé par le fils du directeur de l'orphelinat qui était parachutiste. Il fréquente le Zaporizhzhya Regional Military Sports Lyceum Zakhisnik avant d'être diplômé de l'Académie militaire d'Odessa,.

## Carrière
En 2010, Valeriy Tchybineyev devient lieutenant et rejoint la 79e brigade d'assaut aérien.
Au printemps 2014, l'unité de Tchybineyev est déployée à Chervonyi Lyman où ils ont affronté des tirs ennemis qui ont blessé plusieurs de ses soldats. Par ailleurs, il a aidé à sauver trois soldats à l'intérieur d'un char qui avait touché une mine terrestre. Pour éviter d'être fait prisonnier, il a un jour prétendu faire partie des forces soutenues par la Russie. En janvier 2015, il combat lors de la deuxième bataille de l'aéroport de Donetsk.

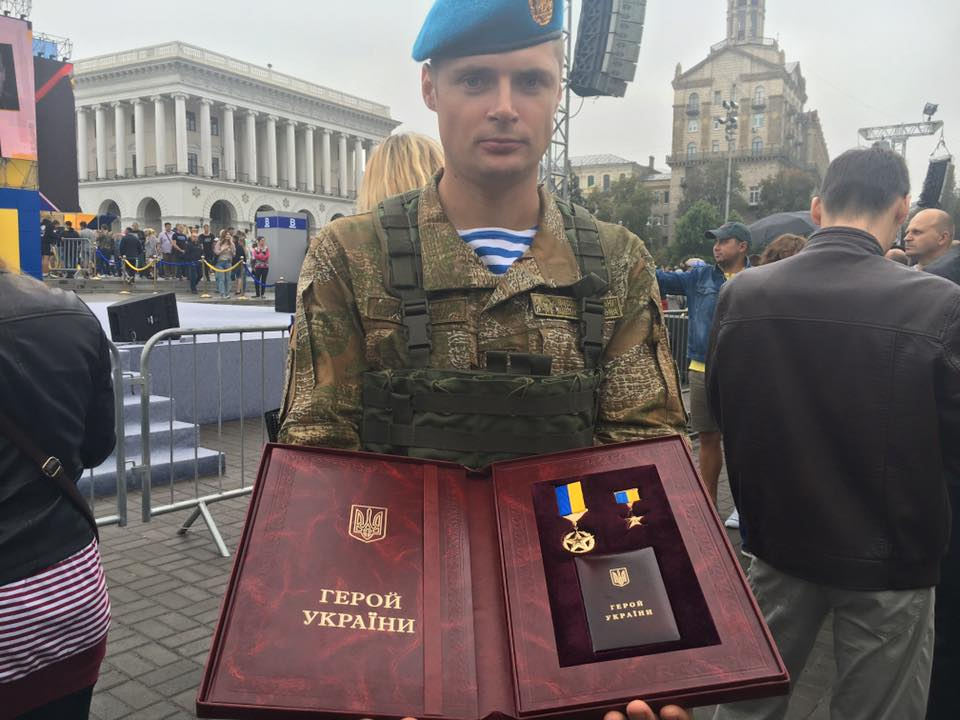
Recevant sa médaille lors du Défilé du Jour de l'indépendance, le 24 août 2016 à Kiev.

En 2016, il devient commandant du bataillon de tireurs d'élite de la 79e brigade d'assaut aérien. En juillet 2016, il dirige des équipes de tireurs d'élite lors d'une mission de combat près d'Avdiïvka. L'unité a réussi à détruire les douze cibles, y compris les mitrailleuses, les lance-grenades et les tireurs d'élite. Il est blessé par un fragment d'obus venu se loger dans son épaule. Il continue à diriger le reste de l'unité. Pour ses actions, il est honoré de l'Ordre de l'étoile d'or (héros de l'Ukraine) par le président Petro Porochenko lors du défilé du jour de l'indépendance de l'Ukraine dans la rue Krechtchatyk. Il est ensuite promu major.
Il combat lors de l'invasion russe de l'Ukraine en 2022 et est tué au combat à l'aéroport de Hostomel le 3 mars 2022, le jour de ses 34 ans.

## Vie privée
En décembre 2016, il a été nommé par le Kyiv Post parmi les "Top 30 des jeunes leaders de moins de 30 ans" en Ukraine. Dans une interview ultérieure, il déclare qu'il souhaite créer une école de tireurs d'élite.
Son frère, Roman Tchybineyev, commandant d'un peloton au sein de la 79e brigade, est décédé en 2019.
Tchybineyev est mort le 3 mars 2022, à l'âge de 34 ans, lors de la bataille d'Hostomel,.